# Tamiasciurus douglasii
Tamiasciurus douglasii là một loài động vật có vú trong họ Sóc, bộ Gặm nhấm. Loài này được Bachman mô tả năm 1838.

## Hình ảnh

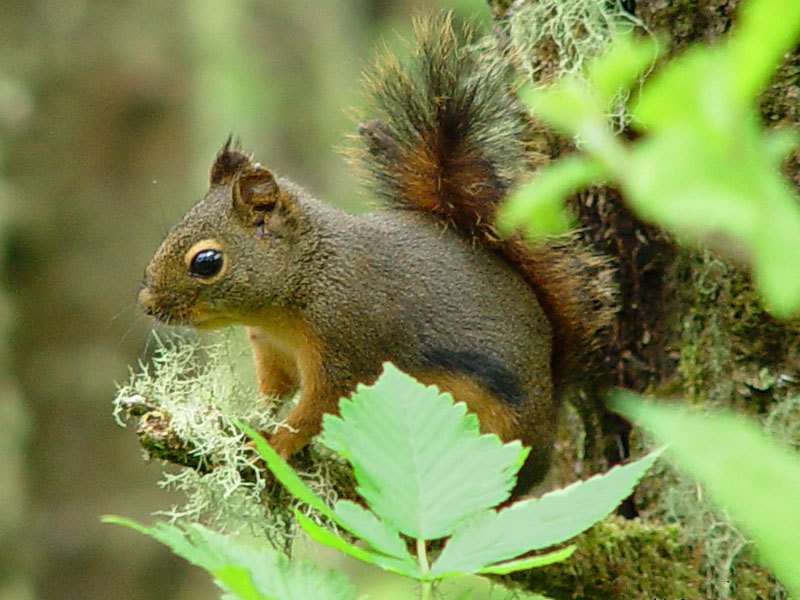
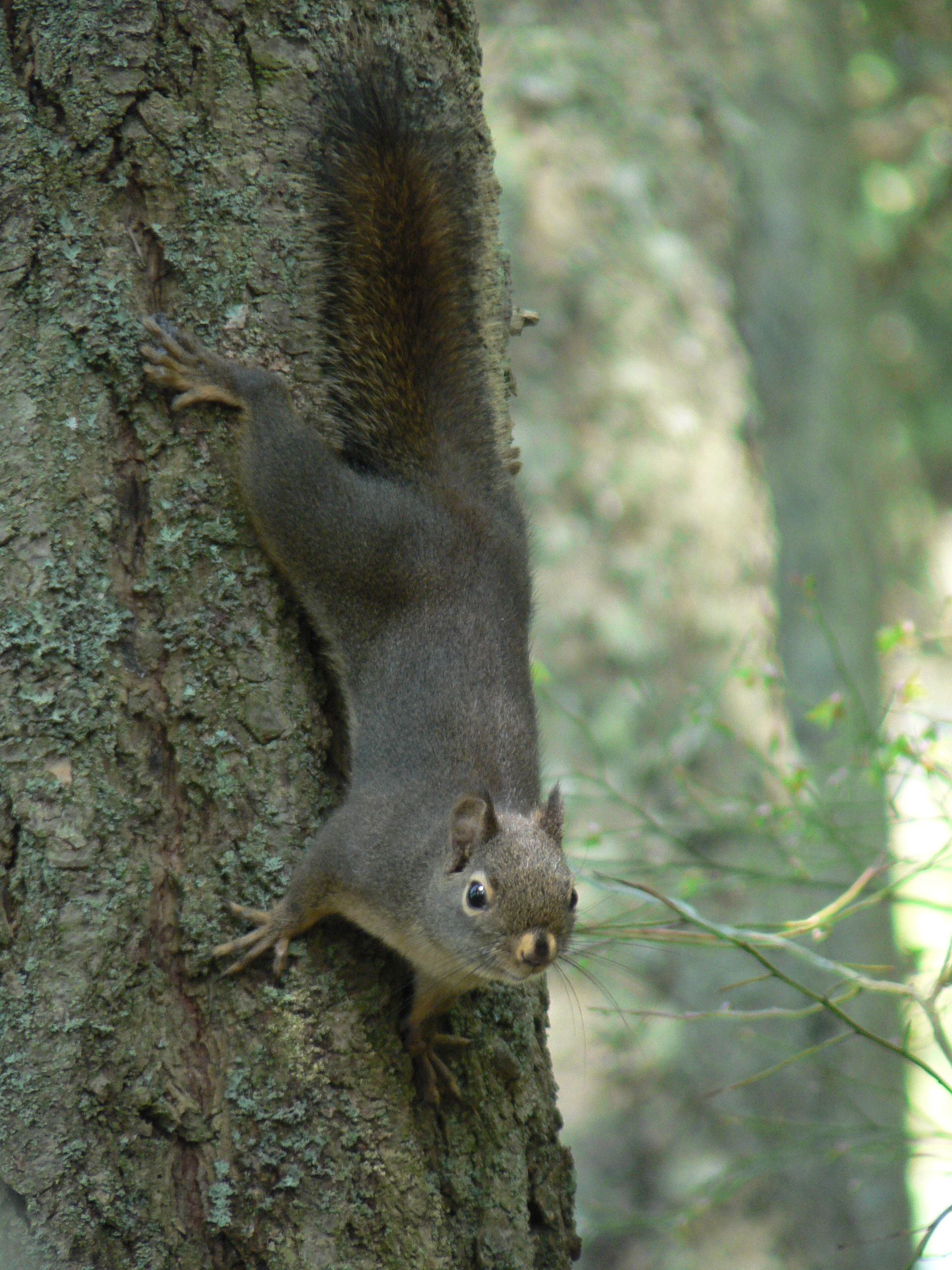
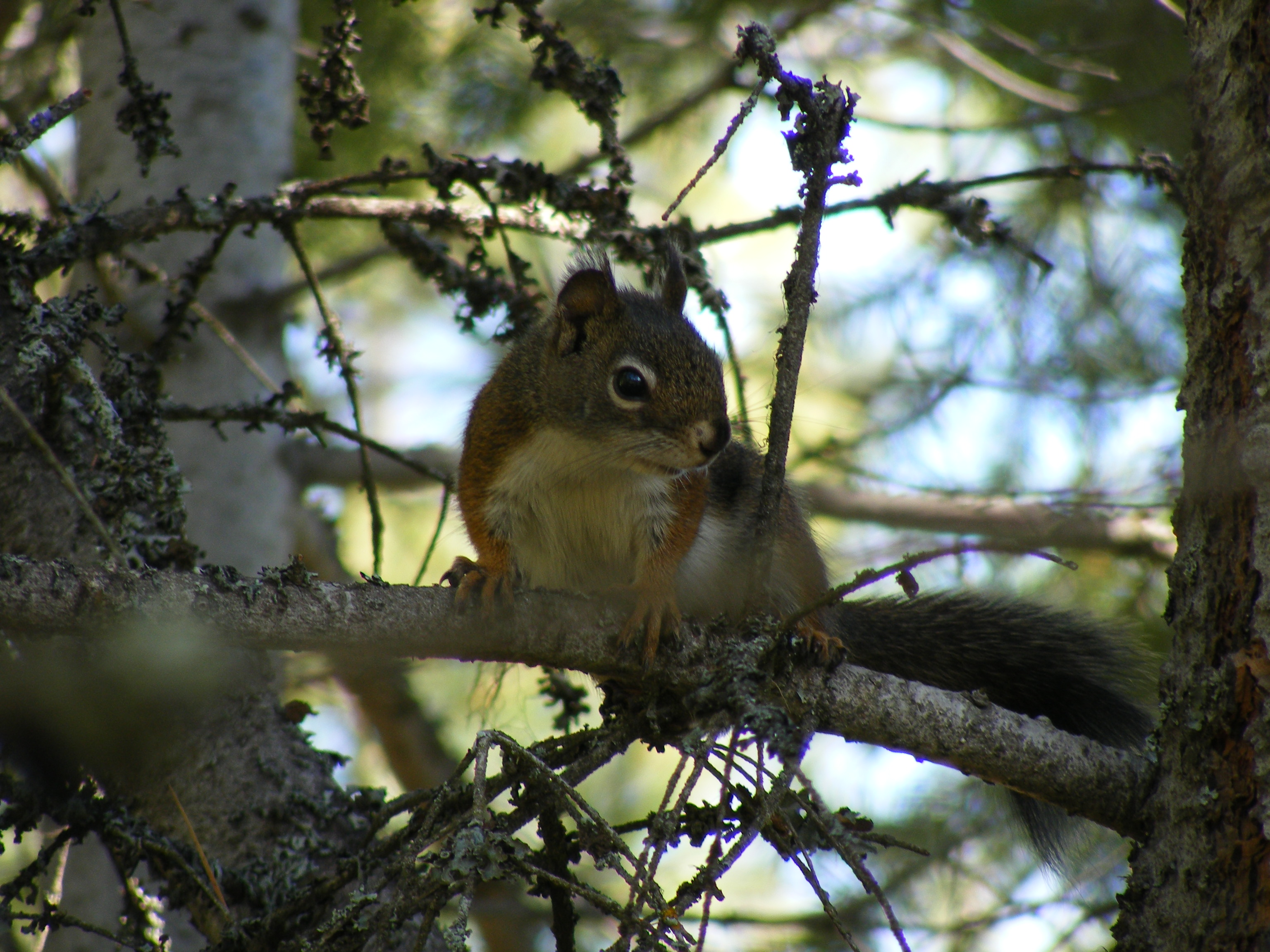
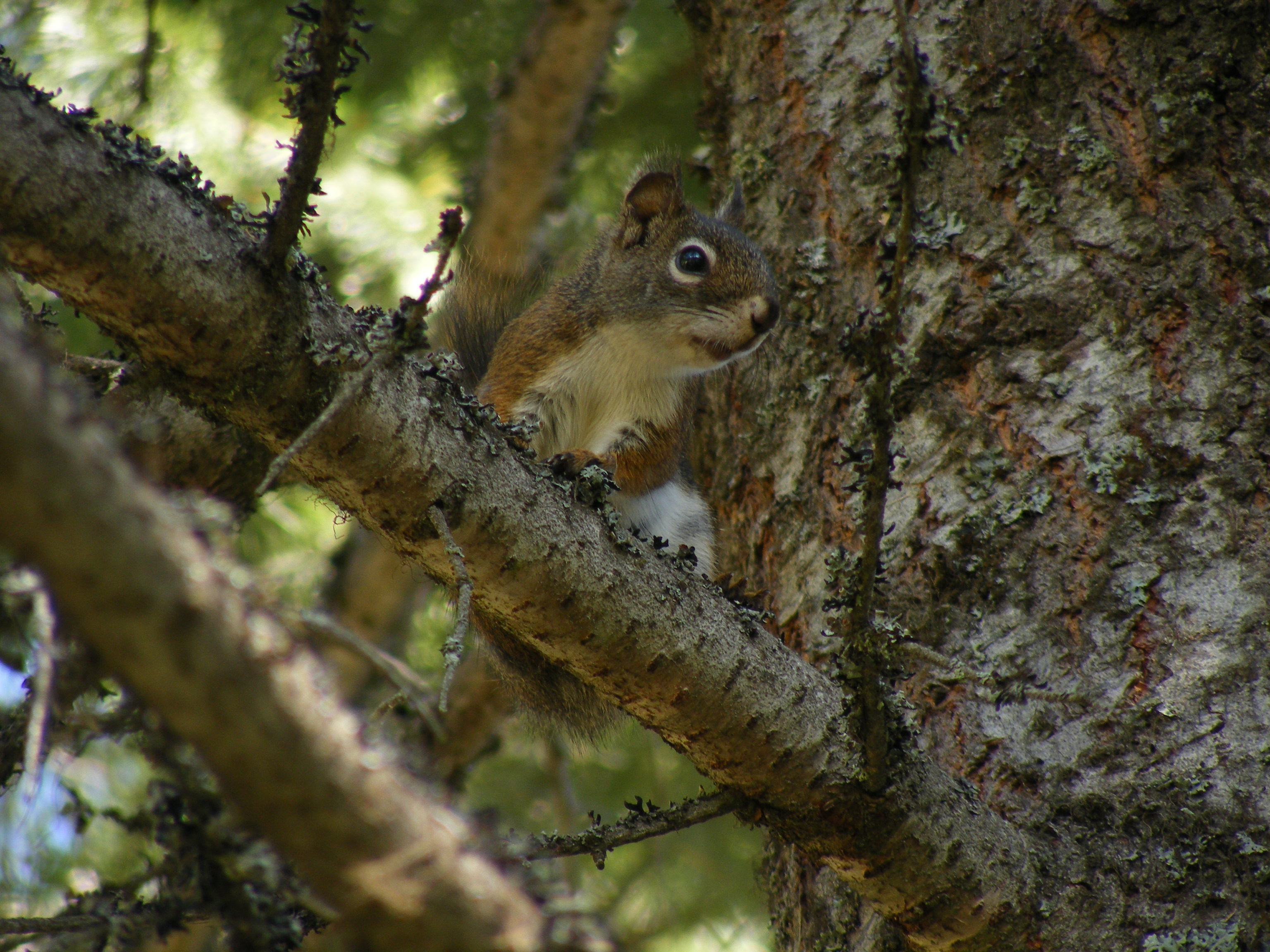